# Nikon D3200

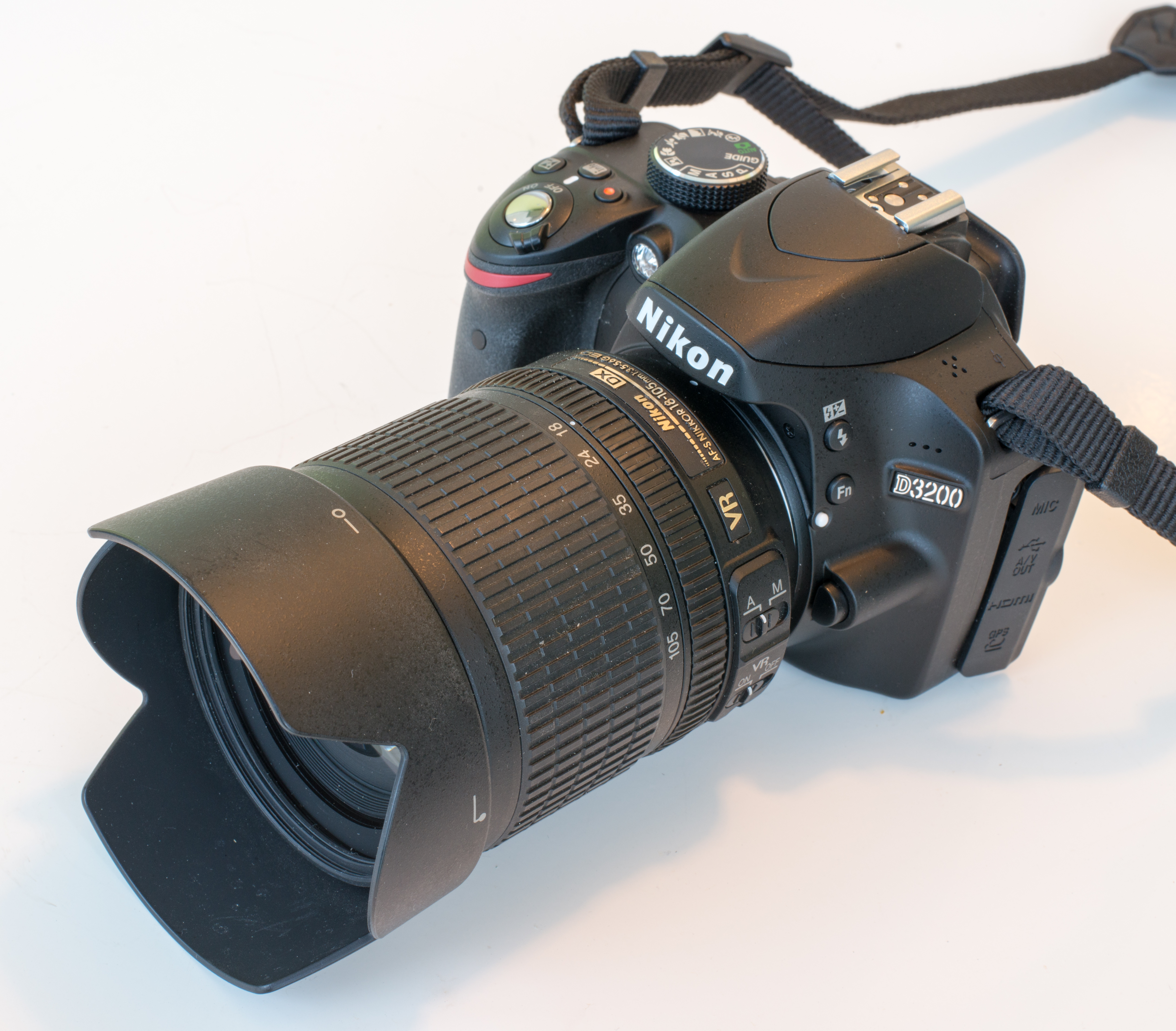

Nikon D3200 — Цифрова однооб'єктивна дзеркальна фотокамера початкового рівня від компанії Nikon з матрицею формату APS-C та роздільною здатністю 24 мегапікселя. Фотоапарат був представлений 19 квітня 2012 року. Початкова рекомендована ціна в США — 700 доларів за версію з об'єктивом 18- 55mm f/3.5-5.6G VR.
D3200 прийшов на зміну моделі Nikon D3100 і відрізняється від неї новою матрицею зі збільшеним динамічним діапозоном 13.2 проти 11.3 у D3100 та роздільною здатністю 24 мегапікселя проти 14. Апарат оснащений з" РК-дисплеєм з роздільною здатністю 921 тис. пікселів, має збільшену до 4 кадрів на секунду швидкість (проти 3 у Nikon D3100), має можливість підключення Wi-Fi-модуля Nikon WU-1a. З'явилася можливість управління камерою за допомогою інфрачервоного пульта.
Як і D3100, новий фотоапарат доступний з чорним або з червоним кольором корпусу.